# 史葛·卡臣
史葛·保羅·卡臣（英語：Scott Paul Carson，1985年9月3日—），出生於坎布里亞郡懷特黑文，是一名英格蘭職業足球員，司職守門員。
2002年，卡臣已經加盟了列斯聯的足球學院，並在2004年2月對曼聯的賽事中首次代表球會正選上場。同月，他亦首次代表英格兰U21上陣。
2005年1月，卡臣以75萬英鎊的身價轉投利物浦，並於同年後期被徵召成為英格兰國家隊美國夏季之旅的一員。他代表利物浦出賽9場，其中包括2005年4月對祖雲達斯的歐聯四強戰。其後，卡臣先後被球會租借給錫周三、查爾頓和阿士東維拉以積累經驗。
参加完2007年歐洲U-21錦標後，卡臣在2007年11月對澳洲的比賽中首次代表英格蘭出戰。2007/08球季，卡臣在阿士東維拉的借用期結束後返回利物浦，並於2008年7月以325萬英鎊加盟西布朗。

## 球會生涯

### 列斯聯
卡臣在坎布里亞郡的克利特穆爾長大，並就讀於當地的費因璽學校（Ehenside School）。卡臣年輕時，曾希望成為一位聯盟式橄欖球球員，但他最終決定專注於足球，並在十一二歲時成為校隊門將。他迅速由當地球隊克利特穆爾些路迪的青年隊升入男子隊，儘管當時他只有15歲。在為業餘球會沃京頓出戰足總青年杯時，他的表現給前列斯聯後衛彼得·咸頓留下深刻印象。最終，卡臣在2002年7月選擇加盟列斯聯的足球學院。他在學院待了不足一年的時間，又於預備組度過半季。2004年1月，在對米杜士堡的賽事中，由於門將羅賓遜被罰出，他得以入替占士·米拿，首次代表一隊登場。兩週後，他在奧脫福球場對曼聯的賽事中首次正選上陣，雙方以1-1打平。他的第二次上陣則是在2004年5月對車路士的賽事。同月，羅賓遜離開了列斯聯，會方於兩個月後簽入蘇格蘭國門尼爾·蘇利雲，使卡臣需要與尼爾·蘇利雲競爭正選位置，這則轉會亦促進了卡臣的提高。2004/05球季結束後，卡臣的合約亦到期，但列斯聯希望他留隊，因此在2004年12月向他提供了一份長期合約。然而，卡臣最終選擇在2005年1月以75萬英鎊身價轉會至利物浦。

### 利物浦
卡臣與利物浦簽訂了為期四年半的合約，並與耶日·杜迪克競逐正選位置。2005年3月，他在對紐卡素的賽事中首次代表利物浦正選上陣，並在四月連續上陣三場，包括對祖雲達斯的歐聯四強賽事。雖然因利物浦贏得2005年歐洲聯賽冠軍盃和2005年歐洲超級盃，卡臣亦獲得獎牌，但他沒有出現在其中任何一場比賽中。整個2005/06球季，他僅在四場杯賽中上陣。2006年3月，卡臣被外借至錫周三，他的加盟解決了錫周三缺乏門將的危機，他本人則希望有更多正選機會以爭取打入征戰2006年世界盃的英格蘭隊中。卡臣在錫周三上陣的9場賽事中，有5場未失球，當時的錫周三助教奇雲·森馬菲特讚揚卡臣的貢獻是協助球隊擺脫降班危機的重要因素之一。當季結束後，他重返利物浦，並於2006年7月續約至2011年。
僅僅到了2006年8月，因為查爾頓收購諾域治門將羅拔·格連失敗後，卡臣便被利物浦外借至查爾頓。卡臣對此解釋說：「利物浦希望我能積累一些經驗，然後希望我能在下季回來與荷西·連拿競逐正選位置。有數個英冠球會對我有興趣，但我需要在英超比賽，既然羅拔·格連、賓·科士打和基斯·卻克蘭不断表现自己，我也应该有所作为。」在38場英超賽事中，他總共上陣36場，僅因借用合約的條款規定而缺席了兩場對利物浦的比賽。2006/07球季結束後，卡臣雖然未能挽回查爾頓降班的命運，他的凸出表現仍使他獲得查爾頓支持者年度最佳球員，且成為首位獲得殊榮的借用球員。
2007/08球季，卡臣回到利物浦，並在2007年6月被領隊拉法埃爾·賓尼迪斯確定為一隊成員，拉法埃爾·賓尼迪斯說：「於現在起，他必須與荷西·連拿競爭正選位置。」其後，卡臣擔當球隊的第二門將。但利物浦於2007年8月簽入查理斯·伊坦積後，卡臣面臨進一步的競爭。最終，卡臣再次被外借，這次是阿士東維拉，阿士東維拉因此付出200萬英鎊。拉法埃爾·賓尼迪斯談到這次交易時說：「我們並不想出售他，我們與他的合作非常愉快。但是他需要比賽以保住他在英格蘭隊的位置。」阿士東維拉領隊馬田·奧尼爾重用卡臣，多於湯馬士·蘇連遜和史超活·泰萊，卡臣最終在38場聯賽賽事中上陣36場，其中沒有上陣的兩場仍然是對利物浦，且在2007/08球季保持11場不失球。在對曼聯的賽事中，他因侵犯對方球員卡路士·泰維斯而首次領到紅牌。

### 西布朗
2007/08球季結束後，卡臣重返利物浦。2008年7月，他以325萬英鎊加盟西布朗，簽訂了四年合約並隨著會方附加的續約條款而增加至375萬英鎊。自2004年在列斯聯首次上陣後，卡臣已加盟過五家球會，他表明希望在一間球會安頓下來，並說：「我在這三、四年間就像一個流浪漢。植根和安頓下來將會是很好的選擇。我可以預期，會在這裡待四、五年甚至更長。」2008/09球季，卡臣在開幕戰對阿仙奴的賽事中首次代表西布朗上陣，最終球會以0-1不敵對手。
2011年1月13日，在接連犯錯導致球隊落敗後，時任領隊罗伯托·迪马特奥決定更換門將，由夏季加盟的博阿兹·米希尔代替卡臣上陣，而他亦同時失去隊長臂章。

### 貝沙
2011年7月1日卡臣與土超球會貝沙達成私人條件後正式動筆加盟，轉會費沒有透露。

### 韋根
2013年7月4日，離開英格蘭球壇兩年的卡臣由土超球會貝沙轉投英冠球會韋根，轉會費金額沒有透露，合約為期三年。

### 曼城
2019年8月8日，卡森由德比郡租借至曼城，租期2019-20賽季，成為僅次於埃德森和克勞迪歐·布拉沃的第三門將。他將租借延長至2020-21賽季
。

## 國際賽生涯
2003年10月，卡臣首次獲選進入英格兰U21，參加對土耳其U21的2007年歐洲U-21錦標的資格賽。當時，他還未競爭到列斯聯一隊的位置，在此之前，他只在英格蘭其他級別出場過四次。2004年2月，他參加了對荷蘭U21的比賽，英格蘭隊最終以3-2勝出。此後，卡臣進入2007年歐洲U-21足球錦標賽的英軍名單，並在第三場對塞爾維亞U21時上陣，第28次出戰U21賽事，打破了由加雷斯·巴里和占美·加歷查所保持的紀錄。他的第29場也是最後一場U21賽事是對荷蘭的八強戰，加時後，雙方1-1平手，只得以互射十二碼一決勝負。雖然卡臣在16個點球中撲到一球，自己也射入了一球，英格蘭隊最終仍以12-13輸給對手。卡臣成為英格蘭U21上陣次數最多紀錄的保持者，後來才被占士·米拿所取代。
2005年5月，尚為英格蘭U21一員的卡臣受到英格蘭徵召，加入英格蘭美國夏季之旅。一年後的2006年5月，卡臣在對白俄羅斯的國際友誼賽中替補受傷的羅拔·格連，首次代表英格蘭B隊出場。由於羅拔·格連亦是2006年世界盃英格蘭隊的成員，他的受傷給卡臣帶來了機會。。儘管卡臣還從未有代表英格蘭隊的經歷，他最終仍然如願獲選，並於2007年5月在對阿爾巴尼亞的賽事中第二次代表英格蘭B隊上陣，球隊以3-1的比分擊敗對手。2007年的歐洲U-21足球錦標賽後，卡臣在11月對澳洲的友誼賽中首次代表英格蘭上陣。一週後，他又在2008年歐洲國家盃對克羅地亞的關鍵比賽中上陣，英格蘭隊卻最終以2-3落敗而被淘汰。卡臣被認為需要對第一個失球負責，他未能預測到尼高·卡蘭積卡30碼外射門的下墜軌跡，球在他面前彈起，結果他只能將球擋入球門內。翌日，時任英格蘭領隊史提夫·麥卡倫被解僱，體育評論員批評史提夫·麥卡倫在這場比賽選擇了一個毫無經驗的門將。
新任領隊法比奧·卡比路將卡臣選進英格蘭隊在2008年2月對瑞士友誼賽的名單中。一個月後，他因傷而沒有獲選出戰法國的賽事。卡臣在五場國際賽均未被徵召後，終於在2008年10月獲重新徵召入對哈薩克和白俄羅斯的2010年世界盃外圍賽賽事的名單中。2008年11月，卡臣在柏林對德國的賽事中後備入替，這是他第三次代表英格蘭隊上陣，亦使他成為近24年來，首位代表英格蘭隊上陣的西布朗球員。

## 個人生活
2008年5月17日，卡臣與艾美·巴頓（Amy Barton）在埃格雷蒙特結婚，並育有一子希頓（Hayden）。卡臣的弟弟格蘭（Grant）亦是一名門將，曾效力卡素爾。

## 榮譽

### 俱樂部
利物浦
- 歐聯冠軍：2004–05
- 歐洲超級盃冠軍：2005
- 英格蘭足總盃冠軍：2005–06

 曼城
- 英格蘭超級聯賽冠軍：2020–21[72]，2021-22、2022-23[73]、2023-24
- 英格蘭足總盃冠軍：2022-23
- 歐洲冠軍聯賽冠军：2022-23
- 歐洲超級盃冠軍：2023
- 世界冠軍球會盃冠軍：2023[74]

### 個人
- 查尔顿竞技年度最佳運動員：2006–07

## 生涯數據
| 球會表現   | 球會表現     | 球會表現   | 聯賽 | 聯賽 | 足總盃       | 足總盃       | 聯賽盃       | 聯賽盃       | 洲際賽 | 洲際賽 | 總數 | 總數 |
| 球季       | 球會         | 聯賽       | 出場 | 入球 | 出場         | 入球         | 出場         | 入球         | 出場   | 入球   | 出場 | 入球 |
| 英格蘭     | 英格蘭       | 英格蘭     | 聯賽 | 聯賽 | 英格蘭足總盃 | 英格蘭足總盃 | 英格蘭聯賽盃 | 英格蘭聯賽盃 | 歐洲賽 | 歐洲賽 | 總數 | 總數 |
| ---------- | ------------ | ---------- | ---- | ---- | ------------ | ------------ | ------------ | ------------ | ------ | ------ | ---- | ---- |
| 2003–04年  | 列斯聯       | 英超聯賽   | 3    | 0    | 0            | 0            | 0            | 0            | 0      | 0      | 3    | 0    |
| 2004–05年  | 列斯聯       | 英超聯賽   | 0    | 0    | 0            | 0            | 0            | 0            | 0      | 0      | 0    | 0    |
| 列斯聯總計 | 列斯聯總計   | 列斯聯總計 | 3    | 0    | 0            | 0            | 0            | 0            | 0      | 0      | 3    | 0    |
| 2004–05年  | 利物浦       | 英超聯賽   | 4    | 0    | 0            | 0            | 0            | 0            | 1      | 0      | 5    | 0    |
| 2005–06年  | 利物浦       | 英超聯賽   | 0    | 0    | 1            | 0            | 1            | 0            | 2      | 0      | 4    | 0    |
| 2005–06年  | → 錫周三     | 英冠聯賽   | 9    | 0    | 0            | 0            | 0            | 0            | 0      | 0      | 9    | 0    |
| 2006–07年  | → 查爾頓     | 英超聯賽   | 36   | 0    | 0            | 0            | 2            | 0            | 0      | 0      | 38   | 0    |
| 2007–08年  | → 阿士東維拉 | 英超聯賽   | 35   | 0    | 1            | 0            | 0            | 0            | 0      | 0      | 36   | 0    |
| 2008–09年  | 西布朗       | 英超聯賽   | 35   | 0    | 4            | 0            | 0            | 0            | 0      | 0      | 39   | 0    |
| 2009–10年  | 西布朗       | 英冠聯賽   | 43   | 0    | 4            | 0            | 0            | 0            | 0      | 0      | 47   | 0    |
| 2010–11年  | 西布朗       | 英超聯賽   | 32   | 0    | 0            | 0            | 0            | 0            | 0      | 0      | 32   | 0    |
| 西布朗總計 | 西布朗總計   | 西布朗總計 | 110  | 0    | 8            | 0            | 0            | 0            | 0      | 0      | 118  | 0    |
| 總和       | 總和         | 總和       | 197  | 0    | 10           | 0            | 3            | 0            | 3      | 0      | 213  | 0    |

## 外部連結
- 利物浦上的個人檔案
- BBC上的個人檔案（页面存档备份，存于）
- （繁體中文）英超香港中文官方網站個人檔案
- Englandstats.com profile（页面存档备份，存于）
- Profile at wba.co.uk
- Soccerway資料庫：史葛·卡臣
- 足球数据库：史葛·卡臣的球员统计数据
- 史葛·卡臣於土耳其球會比賽統計（页面存档备份，存于）